# Baba Iaga

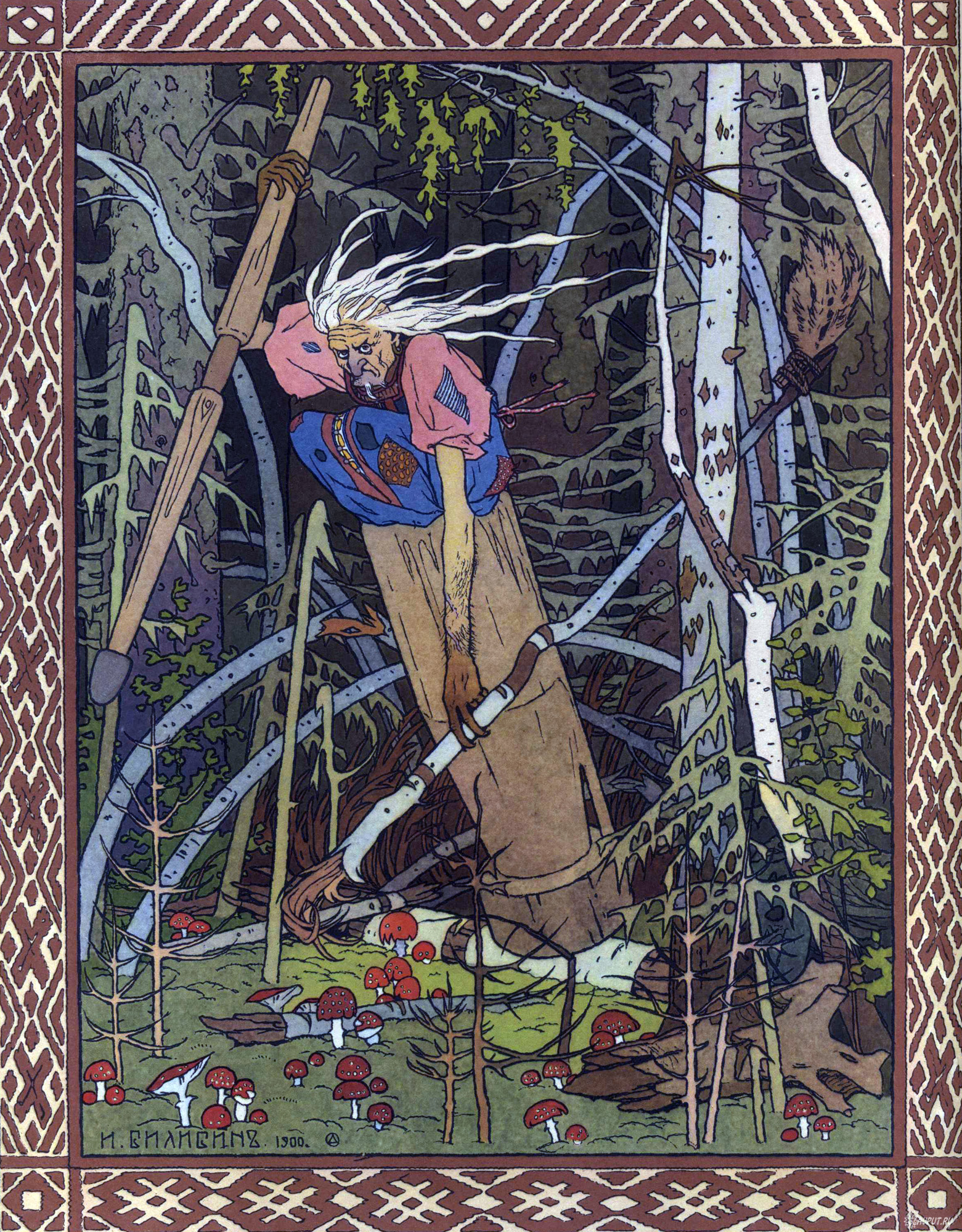
Baba Iaga, de Ivan Bilibin.

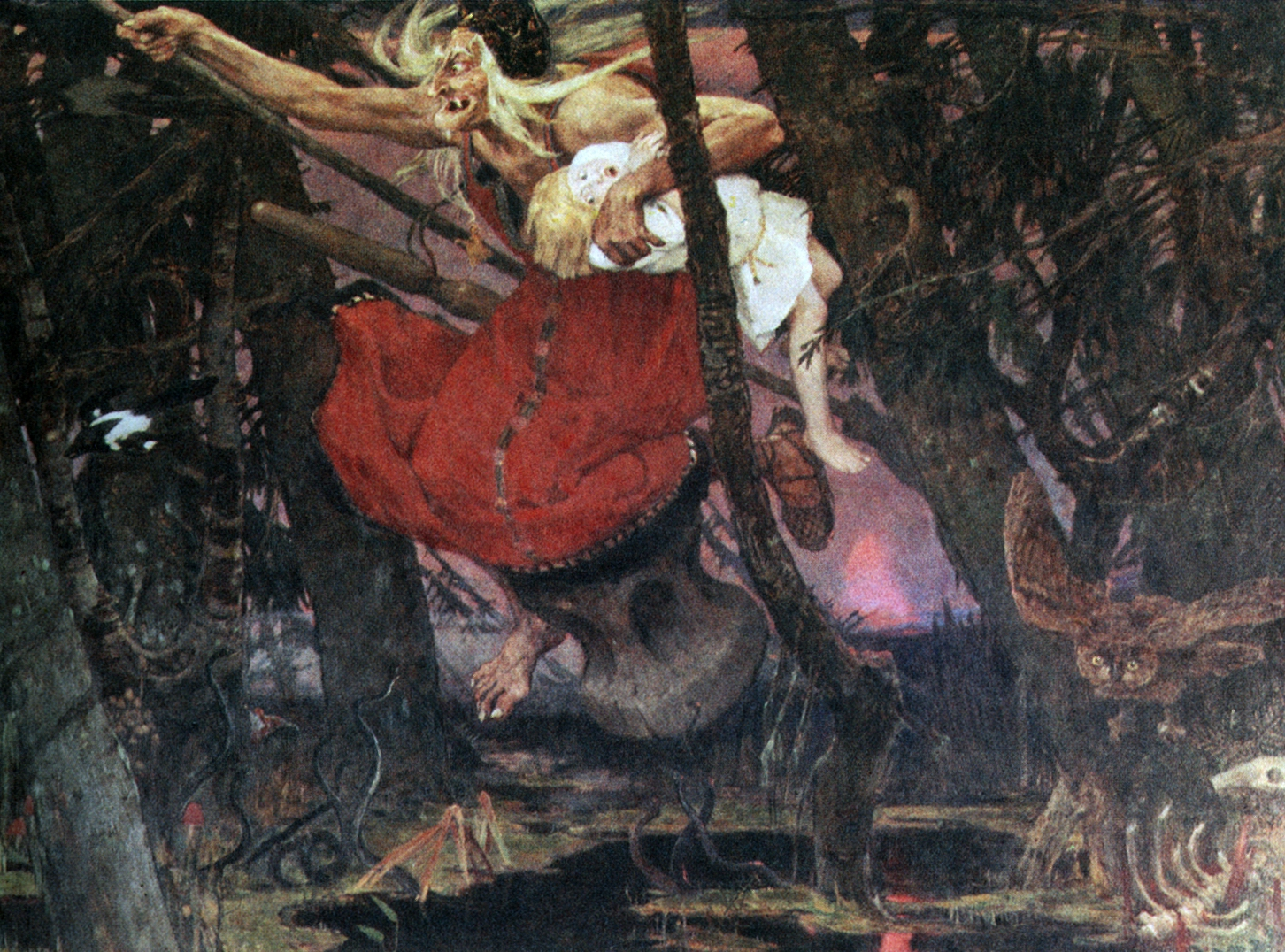
Baba Iaga, de Victor Vasnețov.

Baba Iaga este un personaj cu trăsături de vrăjitoare din mitologia slavă echivalentul ei în mitologia română fiind Baba Cloanță. 